# Drănic (gmina)
Drănic – gmina w Rumunii, w okręgu Dolj. Obejmuje miejscowości Booveni, Drănic, Foișor i Padea. W 2011 roku liczyła 2738 mieszkańców.